# Chiesa di San Palmerio (Ghilarza)
La chiesa di San Palmerio è un edificio religioso di Ghilarza. È stata edificata nel primo quarto del XIII secolo ad opera di costruttori pisani. La facciata è bicroma, costruita con pietre vulcaniche tipiche della zona. Dell'edificio precedente, già dedicato a san Palmerio, su cui è stata costruita l'attuale chiesa, si conosce soltanto la citazione diretta in un condaghe e nessuna fonte documentaria si conosce riguardo alla costruzione della chiesa romanica attuale né alla sua committenza.
Nel XVII secolo la chiesa, sotto l'amministrazione della Confraternita del Rosario, venne trasformata in oratorio e venne dedicata alla Madonna del Rosario fino al 1750, anno in cui riprese l'intitolazione originaria.

## Struttura
Nel XIII secolo venne costruita con un'unica navata con un'abside finale e il tetto a doppio spiovente sorretto da capriate lignee e il pavimento in lastre di trachite.
In seguito a successive modifiche del XVII e del XVIII secolo assunse le attuali sembianze:
venne abbattuto l'abside duecentesco e vennero aggiunti tre vani quadrati.
La facciata si presenta quasi nella forma originaria con il campanile dovuto a un rifacimento del XVIII secolo e una finestrella a semicerchio del XX secolo al posto di una precedente apertura a croce di cui si conosce l'esistenza grazie alla rappresentazione su un ex voto.
All'interno la chiesa non ha più una sola navata ma presenta un impianto a croce, l'abside è stato sostituito con un presbiterio quadrato e un transetto che taglia la navata.
Sono presenti due navate ai lati di quella centrale e sul pavimento, a destra, vi è la tomba che, secondo la tradizione, ha ospitato le spoglie del santo.